# Harry Eagle
Harry Eagle (Nova York, 1905 - 21 de junho de 1992) foi um médico e patologista estadunidense. Ele estudou, e posteriormente trabalhou, na Universidade Johns Hopkins, antes de se mudar para os Institutos Nacionais da Saúde. De 1961 a 1988, trabalhou no Albert Einstein College of Medicine. Ele é conhecido pelo meio mínimo essencial de Eagle, importante para a compreensão da reprodução de células humanas e de mamíferos. Em 1973, foi um dos ganhadores do Prêmio Louisa Gross Horwitz da Universidade Columbia. Em 1987, foi premiado com a Medalha Nacional de Ciências[1][1] por seu trabalho no campo da biologia.

## Artigos
- J. E. Darnell, L. Levintow, M. D. Scharff: Harry Eagle. J Cellular Physiology (1970) 76,3: S. 241-252 PMID 4925975
- A. Gilman: Presentation of the Academy Medal to Harry Eagle, M. D. Bull N Y Acad Med. (1970) 46(9): S. 666-669 PMID 4916300